# Hypocala velans
Hypocala velans là một loài bướm đêm thuộc họ Noctuidae. Nó là loài đặc hữu của Kauai, Oahu, Molokai, Maui và Hawaii. Người ta cho rằng nó đã bị tuyệt chủng cho đến khi có một mẫu được sưu tập tại Pu‘u Wa‘awa‘a tháng 4 năm 1995.
Ấu trùng ăn Maba sandwicensis. Con sâu bướm lớn đầy đủ có độ dài 49 mm.